# Alcòxid

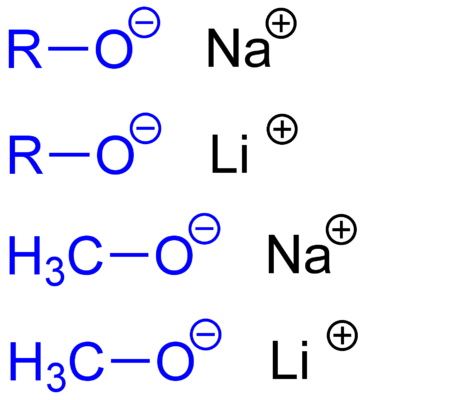
Les estructures d'alguns alcòxids típics (dalt cap a baix): alcòxid sòdic, alcòxid de liti, metòxid de sodi i metòxid de liti. L'ió alcòxid es ressaltat en color blau. (R = substituent orgànic).

Un alcòxid és la base conjugada d'un alcohol i, per tant, consisteix en un grup orgànic enllaçat a un àtom d'oxigen carregat negativament. També es poden escriure com RO−, on la R és el substituent orgànic. Els alcòxids són bases fortes, i quan el R no és molt pesant, bons nucleòfils i lligands. Els alcòxids, tot i no ser massa estables en dissolvents pròtics com l'aigua, es troben presents com intermediaris en gran quantitat de reaccions, incloent la reacció de Williamson. Els alcòxids dels metalls de transició son estesament usats com recobriments i com catalitzadors.
Els enolats són alcòxids insaturats derivats de la desprotonació d'un enllaç C-H adjacent a una cetona o un aldehid. El centre nucleofílic per als alcòxids simples es troba en el oxigen, mentre que en els enolats el centre es troba en ambdós llocs del carboni i oxigen. whereas the nucleophilic site on enolates is delocalized onto both carbon and oxygen sites.
Els fenòxids són uns parents dels alcòxids, en els quals el grup alquil és substituït per un derivat del benzè. El fenol és més àcid que un alcohol típic, com a conseqüència els fenòxids son corresponentment menys bàsics i menys nucleofílics que els alcòxids. Són, majoritàriament, més senzills de manipular i els seus derivats son més cristal·lins que aquells dels alcòxids.

## Producció

### Reduint metalls
Els alcòxids poden ser produïts per moltes rutes diferents començant per un grup alcohol. Metalls molt reductors reacciones directament amb els alcohols per donar el corresponent alcòxid. L'alcohol fa d'àcid, i hidrogen es forma com un subproducte. Un cas clàssic és el metòxid sòdic, produït per l'addició de sodi en forma de metall a metanol:
2CH₃OH + 2Na → 2CH₃ONa + H₂
Altres metalls alcalins poden ser posats en el lloc del sodi, i la majoria dels alcohols poden substituir al metanol.

### De clorurs electrofílics
El tetraclorur de titani reacciona amb l'alcohol per donar els corresponents tetraalcòxids, simultàniament amb l'evolució del clorur d'hidrogen.
TiCl₄ + 4 (CH₃)₂CHOH → Ti(OCH(CH₃)₂)₄ + 4 HCl
La reacció pot ser accelerada per l'addició d'una base, com una amina terciària. Molts altres metalls i grups halurs poden usarse en comptes del titani, com per exemple SiCl₄, ZrCl₄ i PCl₃.

### Per reaccions de doble desplaçament
Molts alcòxids poden ser preparats per reaccions de formació de sals d'un clorur metàl·lic i un alcòxid sòdic.
n NaOR + MCln → M(OR)n + n NaCl
Aquestes reaccions es veuen afavorides per l'energia reticular del NaCl, i la purificació de l'alcòxid produït és simplificat perquè el NaCl és insoluble en els dissolvents orgànics més comuns.

### Per processos electroquímics
Molts alcòxids poden ser obtinguts per dissolucions anòdiques dels metalls corresponents en alcohols sense aigua en presència d'un additiu electoconductiu. Els metals poden ser Co, Ga, Ge, Hf, Fe, Ni, Nb, Mo, La, Re, Sc, Si, Ti, Ta, W, Y, Zr, etc. El additiu conductor pot ser clorur de liti, qualsevol amoni quaternari o un altre. Alguns exemples d'alcòxids metàl·lics obtinguts amb aquesta tècnica poden ser: Ti(OC₃H₇-iso)₄, Nb₂(OCH₃)10, Ta₂(OCH₃)10, [MoO(OCH₃)₄]₂, Re₂O₃(OCH₃)₆, Re₄O₆(OCH₃)₁₂ i Re₄O₆(OC₃H₇-iso)10.

## Propietats

### Hidròlisi i transesterificació
Els alcòxids metàl·lics s'hidrolitzen amb aigua seguint la reacció següent:
2 LnMOR + H₂O → [LnM]₂O + 2 ROH
on R és un substituent orgànic, i L és un lligand sense especificar (sovint un alcòxid). Un cas molt estudiat és la hidròlisi irreversible del etòxid de titani:
1/n [Ti(OCH₂CH₃)₄]n + 2 H₂O → TiO₂ + 4 HOCH₂CH₃
Si sabem l'estequiometria i controlem les característiques estèriques de l'alcòxid aquestes reaccions poden ser dutes a terme donant alcòxids metalòxids. Altres alcohols poden ser utilitzats en comptes de l'aigua. D'aquesta manera un alcòxid pot ser tornat un altre. Aquest procés es coneix com a alcoholisis (aquest nom a vegades provoca confusió amb la transesterificació, més avall). El equilibri es pot controlar per l'acidesa de l'alcohol; per exemple els fenols reaccionen amb els alcòxids per alliberar alcohols, donant el corresponent fenòxid.
En el procés de transesterificació, els alcòxids metàl·lics reaccionen amb els éstersper dur a terme un intercanvi de grups alquils entre l'alcòxid i els èsters. Amb el alcòxid metàl·lic en la ment, el resultat és el mateix que per la alcoholisis, però al mateix temps els grups alquils de l'èster es canvien, el que pot constituir el objectiu de la reacció. El metòxid sòdic, per exemple, és amb aquesta reacció que es produeix "biodièsel".

### Formació de oxoalcòxids
Molts alcòxids metàl·lics també contenen oxolligands. Els oxolligands sorgeixen de la hidrolisi, a vegades accidentalment, i a vegades de l'eliminació de l'èter.
2 LnMOR → [LnM]₂O + R₂O
Adicionalment, els metalls amb valors baixos de valència son succebtibles d'oxidar-se amb l'aire.

### Formació de derivats polinucleats i heterometàlics
Per definició, els alcòxids de metalls de transició són polinuclears, que vol dir que contenen més d'un metall en l'estructura.
Després de la substitució isomòrfica d'àtoms de metalls propers a les propietasts es formen complexos cristal·lins de composició variable. La ràtio de metall en aquests compostos pot variar en un rang molt ampli. Per exemple, la substitució del molibdè i el tungstè per rheni en els complexos Re₄O6-y(OCH₃)12+y dona com a possibilitats el Re4-xMoxO6-y(OCH₃)12+y en el rang de (x = 0 a 2.82) i Re4-xWxO6-y(OCH₃)12+y en el rang de (x = 0 a 2).

### Estabilitat tèrmica
Molts alcòxids metàl·lics es descomponen tèrmicament en el rang de 100 a 300 °C. Depenent de les condicions de l'obtenció, la termòlisi pot crear pols d'aquests alcòxids. Aquest procés és la base de moltes vies de producció de materials funcionals dissenyats per camps com el de l'aviació, recerca espacial, electrònica i la indústria química. Aquest mètode representa una nova aproximació per a trobar una manera d'obtenir els materials desitjats, podent controlar la granulositat i altres propietats que cal quantificar i determinar.

## Alcòxids representatius

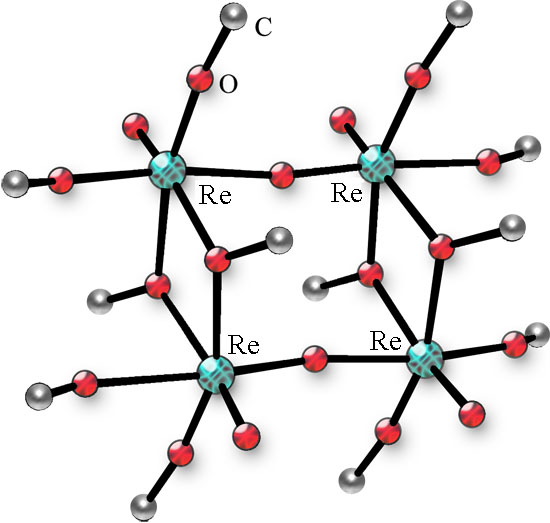
La estructura del rheni tetranuclear oxometòxid (els àtoms d'hidrogen s'han obviat per simplicitat)

| Nom                      | Formula Molecular | Usos                                                                                         |
| ------------------------ | ----------------- | -------------------------------------------------------------------------------------------- |
| Isopropòxid de titani    | Ti(O-i-Pr)₄       | monòmer degut al pes molecular, usat en síntesi orgànica                                     |
| Etòxid de titani         | Ti₄(OEt)16        | per al processament de sol-gel dels òxids de Ti                                              |
| Etòxid de zirconita      | Zr₄(OEt)16        | per al processament de sol-gel dels òxids de Zr                                              |
| Ortosilicat de tetraetil | Si(OEt)₄          | per al processament de sol-gel dels òxids de Si; el Si(OMe)₄ s'evita per motius de seguretat |
| Isopropòxid de alumini   | Al₄(O-i-Pr)₁₂     | reactiu per a la reducció de Meerwein–Ponndorf–Verley                                        |
| Etòxid de niobi          | Nb₂(OEt)10        | per al processament de sol-gel dels òxids de Nb                                              |
| Etòxid de tàntal         | Ta₂(OEt)10        | per al processament del sol-gel dels òxids de Ta                                             |